# Liste der Bodendenkmäler in Gestratz
Auf dieser Seite sind die Bodendenkmäler in der schwäbischen Gemeinde Gestratz zusammengestellt. Diese Tabelle ist eine Teilliste der Liste der Bodendenkmäler in Bayern. Grundlage ist die Bayerische Denkmalliste, die auf Basis des Bayerischen Denkmalschutzgesetzes vom 1. Oktober 1973 erstmals erstellt wurde und seither durch das Bayerische Landesamt für Denkmalpflege geführt wird. Die folgenden Angaben ersetzen nicht die rechtsverbindliche Auskunft der Denkmalschutzbehörde.

## Bodendenkmäler in Gestratz
| Lage                                           | Objekt | Akten-Nr.     | Bild                        |
| ---------------------------------------------- | --- | ------------- | --------------------------- |
| Altenburg (Standort)                           | Burgstall Altenburg→mittelalterlicher Burgstall mit Gedenkstein                                                          | D-7-8325-0027 | Ruine der Altenburg um 1637 |
| Brugg-Hochglend Waldflur „Inneburg“ (Standort) | Burgstall Brugg→mittelalterlicher Burgstall.                                                                             | D-7-8325-0028 |                             |
| Thalendorf (Standort)                          | Burgstall Thalendorf→mittelalterlicher Burgstall mit Gedenkstein.                                                        | D-7-8325-0029 |                             |
| Zwirkenberg (Standort)                         | Burg Zwirkenberg→mittelalterlicher Burgstall, enthält Mauerreste der Burg Zwirkenberg mit Gedenkstein                    | D-7-8325-0030 |                             |
| Schulstraße 2 (Standort)                       | Mittelalterliche und frühneuzeitliche Befunde im Bereich der katholischen Pfarrkirche St. Gallus.                        | D-7-8325-0040 | weitere Bilder              |
| Altringenberg (Standort)                       | Burg Alt-Ringenberg→mittelalterlicher Burgstall mit Gedenkstein                                                          | D-7-8326-0011 |                             |
| Eggen (Standort)                               | Burgstall Eggen→Mittelalterliche und frühneuzeitliche Befunde im Bereich des Burgstalls und späteren Schlosses in Eggen. | D-7-8326-0012 | weitere Bilder              |
| Horben Waldflur „Im Tobel“ (Standort)          | Burgstall Horben→mittelalterlicher Burgstall mit Gedenkstein.                                                            | D-7-8326-0013 |                             |
| Schnattern (Standort)                          | Burgstall Schnattern→mittelalterlicher Burgstall mit Gedenkstein.                                                        | D-7-8326-0014 |                             |
| Schweineburg (Standort)                        | Burgstall Schweineburg→mittelalterlicher Burgstall.                                                                      | D-7-8326-0015 |                             |